# 布尔扎讷河
布尔扎讷河（法語：Boulzane，法語發音：[bulzan]）是法国奧克西塔尼大區奥德省与东比利牛斯省的河流，是阿格利河的右支流，长33.9千米，发源自布尔扎讷河畔蒙福尔，于圣保罗德弗努耶流入阿格利河。